# 國民革命軍第二十三軍
国民革命军第二十三军，是中华民国国民革命军在1927年至1949年2次设立的军的番号。

## 川军组建的第二十三军
1926年10月，国民政府将川军刘成勋第3军改编为国民革命军第二十三军，军长刘成勋。下辖：
- 第1师，刘国孝任师长；
- 第2师，陈鸣谦任师长；
- 第3师，孙涵任师长；
- 直辖边防军羊清泉、贺中强等部。

1927年初，该军与第21军刘湘部联合发起倒刘（刘文辉）之战时进行整编，将所属部队统一改编为第1、第2、第3、第4师。同年6月上旬，刘文辉所属第24军兵分三路向该军防区发起攻击作战；一路由双流向新津进攻；一路由重庆、大邑向邛崃进攻；一路由眉山、丹棱向名山、雅安进攻。当第24军发动进攻后，该军军长刘成勋指挥部队陆续退出彭山、双流、丹棱、大邑，向新津、邛崃集中，一部在石桥场后方擦耳岩一带向蒲江退却，被第24军击溃。与此同时，在刘文辉的策反下，该军第3师副师长杨芳毓、第2师副师长羊仁安、边防部队司令孙涵也公开通电，宣布与第23军脱离关系，投靠刘文辉。在此情况下，第23军已经名存实亡。6月29日，刘成勋被迫通电下野。至此，刘文辉将第23军及其防区全部兼并。
1928年初，四川达县、宜汉、城口、万源地区的川军刘存厚部重新组建第23军，军长刘存厚，副军长刘邦俊。下辖：
- 第1师，刘肇华任师长；
- 第2师，廖震任师长；
- 第1独立旅
- 第2独立旅
- 第3师，魏邦文任师长。

1933年2月，该军奉命参加了对川陕苏区和红四方面军的“围剿”作战。1933年3月至10月，该军在与红四方面军的多次作战中遭到重创。10月28日，刘存厚因指挥作战不力被蒋介石下令“撤职查办”。副军长刘邦俊代理军长后，按蒋介石的指令，率领该军联同其他川军继续对川陕苏区发起六路“围攻”作战。在此次围攻”作战中，该军在第6路的编成内，在进攻万源、城口等作战中，被红四方面军消灭大部。中央整编时，共有六团一营又一连共7700人。同年底，该军番号被撤消，所部被刘湘的第21军吞并，改编为第二十一军第150师。
1935年10月，国民政府军事委员会对川军整编，刘湘第21军扩编为第21军、第23、第44三个军。原21军第5师、教导师和边防第2路等部合编组成第23军，潘文华任军长，杨炽任参谋长。
原教导师改编为第144师，杨国桢任师长，该师所属第1、第2、第3旅，分别由章安平、石照益、蒋尚朴任旅长；
原第5师改编为第148师，陈万仞任师长，该师所属第13、第14旅，分别由达凤岗、潘左任旅长；
边防第2路，穆肃中任司令。
此次整编后，潘文华任四川南岸“剿匪”军总指挥，在同年10月至1936年上半年，根据蒋介石的命令，指挥该军参加了堵截红军第1方面军四渡赤水的作战和阻止红四方面军南下川康边的作战。在上述作战中，该军被红军歼灭3个旅，被俘近2万人。
1937年7月，抗日战争全面爆发后，该军驻守成都地区，处于休整和训练期间。在此期间，该军新增编第167师，杨国桢兼任师长，该师所属独立第15、第16旅，分别由穆肃中、黄岗任旅长。此时，该军下辖第144、第148、第167师。同年9月，该军第144、第148师出川参加抗日战争，第167师留驻四川梁山。11月下旬，该军在到达广德、泗安时与日军先头部队遭遇。在此次遭遇战中，军长潘文华率部奋勇阻击，击退日军多次进攻，缴获汽车20多辆，机枪10多挺，迫击炮10余门，获得初战胜利。但在其后日军集结重兵的反击作战中，该军官兵伤亡很大，部队受到严重损失。1938年6月，潘文华任第28集团军总司令兼第25军团长后，第148师师长陈万仞继任该军军长。1939年初，国民党军进行整编时，该军番号和所属部队被裁减。

## 晋军组建的第二十三军
1940年3月，晋军第三十五军第73师扩编为第二十三军，下辖第73师，刘奉滨任军长兼师长。师下辖第196旅、独立第2旅。
1941年3月，梁春溥任军长，武玉山任副军长。下辖：
- 第73师，高卓之任师长；
- 原第196旅扩编为暂编第39师，鲁应禄任师长；
- 原独立第2旅扩编为暂编第40师，郭熙春任师长。

驻防山西隰县、灵石。
1943年许鸿林任军长，阎应喜任副军长。第四十三军暂编第46、第47师改隶第二十三军；第二十三军第73师、暂编第39师分别改隶第三十四军和第四十三军。此时该军下辖：
- 暂编第40师，武士权任师长；
- 暂编第46师，郭溶继任师长；
- 暂编第47师，王维桢任师长。

上党战役中，1945年9月10日第7集团军副总司令彭毓斌率领第二十三军和第八十三军、省防第三军等6个师另炮兵两个团共2万多人增援长治，彭毓斌阵亡，第二十三军所属3个师被全歼，暂编第46师师长郭溶继被俘。此战后，该军和所属暂编第47师的番号被取消，暂编第40师番号改隶第十九军，暂编第46师的番号改隶第三十三军，许鸿林任第十九军军长，武士权任第68师师长

## 中央軍组建的第二十三军
國府於江西贛州成立第三編練司令部，1948年11月，新建第二十三軍，軍長李志鵬。第三編練司令部編組成第十三兵团，後改為第四兵團。第二十三軍隨第四兵團改駐广东英德、翁源地区。1949年4月，劉仲荻任軍長。1949年10月廣東戰役時，第二十三軍攻守得宜，共軍攻入廣州後，第二十三軍最後從廣州附近海運撤退至臺灣。